# Roman Jakobson
Roman Jakobson (eredetileg: Roman Oszipovics Jakobszon, oroszul: Роман Осипович Якобсон; Moszkva, 1896. október 11.  [a régi orosz naptár szerint szeptember 29.] – Boston, 1982. július 18.) orosz származású filológus, nyelvész.

## Élete
Jakobson szlavisztikát tanult Moszkvában, szülővárosában. Hamarosan csatlakozott a Moszkvai Nyelvészkörhöz, amely közel állt az orosz formalizmushoz. Az orosz formalisták alkották meg egyebek között az akkor új médium, a film első elméletét.
Jakobson 1920-ban érkezett egy szovjet küldöttség tagjaként Prágába, de ezen posztját hamarosan feladta, hogy újra a tudománnyal foglalkozhasson. 1926-ban a Prágai Nyelvészkör alapító tagjai között volt. 1933-ban professzori állást kapott Brünnben. 1939-ben a németek bevonulása elől menekülve először Dániába került, majd onnan Norvégiába, illetve Svédországba (Uppsala és Stockholm). 1941-ben meghívták a New York-i francia exil-egyetemre, az École Libre des Hautes Études-ra. Ott találkozott Claude Lévi-Strauss-szal, akire nagy befolyással volt. 1943-ban a Columbia Egyetemen lett professzor, majd 1949-ben meghívták a Harvardra. 1957-től nemcsak a Harvardon tanított, hanem párhuzamosan a szomszédos Massachusetts Institute of Technology-ban is. 1967-ben emeritálták, és 1974-ig vendégprofesszor volt több intézetben is: Collège de France, Yale Egyetem, Princeton, Brown, Brandeis, Leuven és New York.

## Magyarul kiadott művei
- Jakobson Roman–Lotz János: Két tanulmány / Egy versrendszer axiomatikája a mordvin népdalok alapján / Megjegyzések a francia fonéma-rendszerről, fordította: Petőfi Sándor János, Szépe György; Akadémiai, Budapest, 1968 (A Magyar Nyelvtudományi Társaság kiadványai)
- Hang – jel – vers, összeállította, utószó: Fónagy Iván, Szépe György, fordította: Barczán Endre et al.; Gondolat, Budapest, 1969
- Hang – jel – vers, összeállította, utószó: Fónagy Iván, Szépe György, fordította: Barczán Endre et al.; 2. bőv. kiad.; Gondolat, Budapest, 1969
- A költészet grammatikája, válogatta, szerkesztette: Fónagy Iván és Szépe György, utószó: Fónagy Iván, fordította: Albert Sándor; Gondolat, Budapest, 1982
- A fordítás tudománya – Válogatás a fordításelmélet irodalmából, többekkel, szerk. Bart István, Klaudy Kinga, ford. Gera Ildikó et al., Tankönyvkiadó, Budapest, 1986